# Francesco Baratta der Ältere
Francesco Baratta der Ältere (* um 1595 in Massa (oder Montemarcello); † 1666 in Rom) war ein italienischer Bildhauer.

## Leben und Ausbildung
Francesco Baratta kam um 1626 gemeinsam mit Andrea Bolgi nach Rom und wurde Schüler und enger Mitarbeiter von Gianlorenzo Bernini.
Wurde 1654 er Mitglied der Accademia di San Luca. Ob sich Baratta, gerufen von August II. in Dresden aufgehalten hat, ist unsicher; auf jeden Fall wurden Skulpturen von Francesco Baratta im Auftrag August II. nach Dresden geliefert.
Baratta war mit Cecilia Tenderini verheiratet; er starb im Herbst 1666 an Fieber in Rom.

## Werke
- 1636: Auferstandener Christus für die Außentreppe des Santuario del Santissimo Crocifisso in San Miniato ist sein erstes dokumentiertes Werk
- 1642–1646: Ekstase des Heiligen Franziskus nach einem Entwurf von Bernini in der Cappella Raimondi; San Pietro in Montorio (Rom).
- 1647–1648 verschiedene Skulpturen für den Petersdom im Auftrag von Bernini.
- 1650–1651: Rio de la Plata am Vierströmebrunnen von Bernini auf der Piazza Navona in Rom.
- Im Auftrag August II. wurden mehrere Figurengruppen für den Garten des Dresdener Zwingers geliefert: Herkules, Marsyas, Kleopatra, Lukretia und die Gruppe Herkules und Omphale. Die Gruppe Herkules und Carus ist heute im Schaulager ausgestellt.
- Die Büßende Magdalena in der Katholischen Hofkirche in Dresden

## Bilder

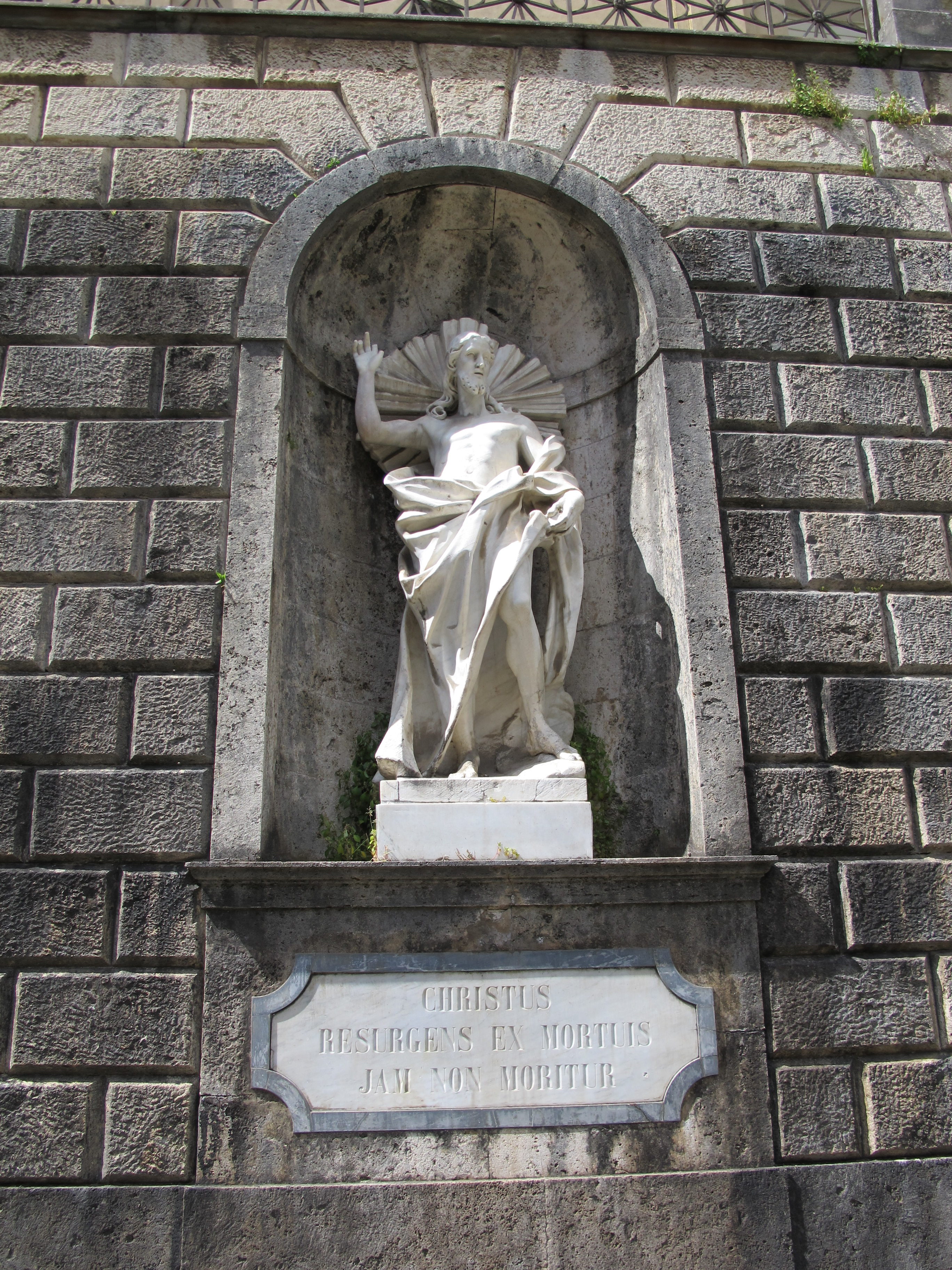
Auferstandener Christus, San Miniato
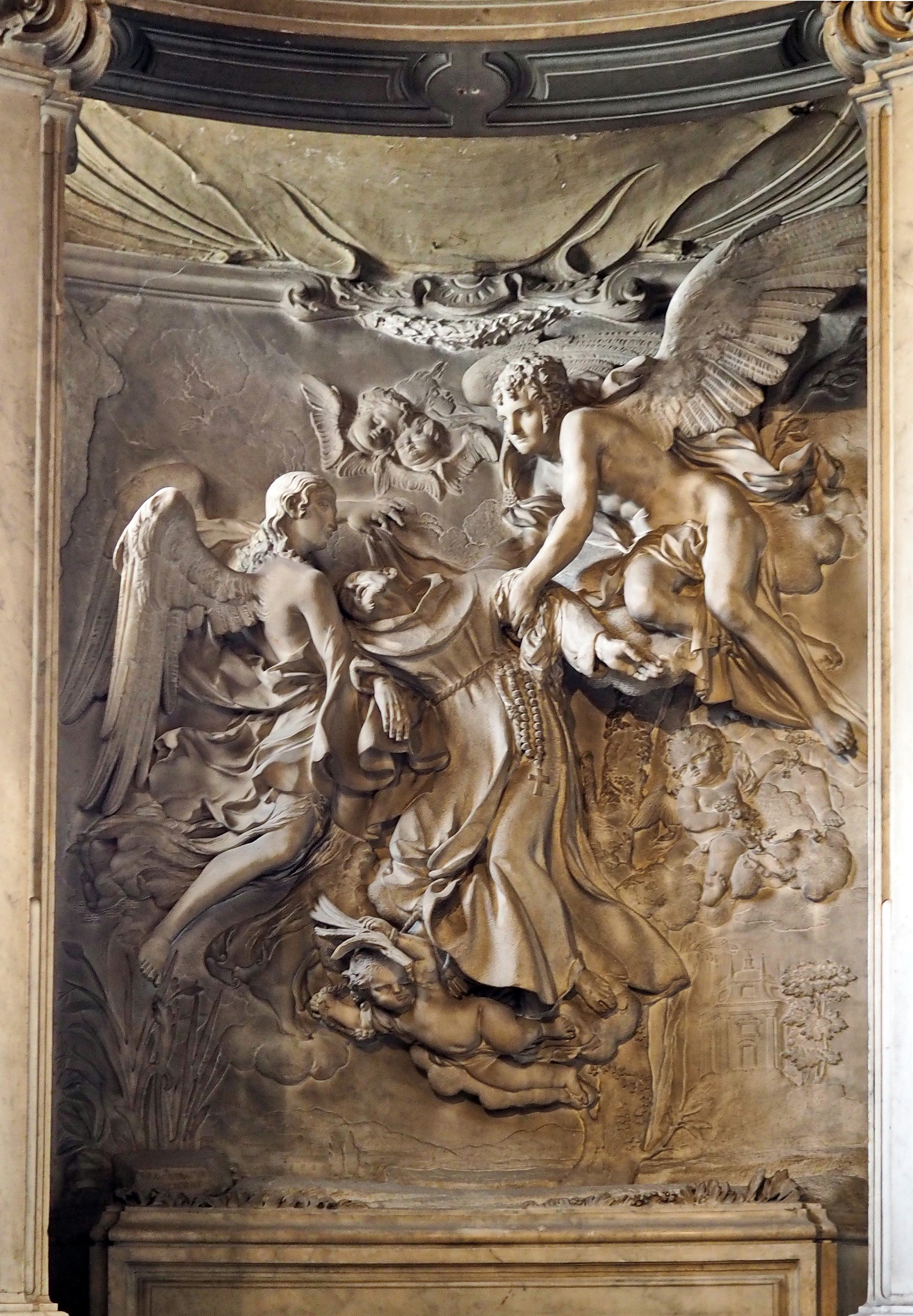
Die Ekstase des Hl. Franz von Assisi, San Pietro in Montorio, Rom
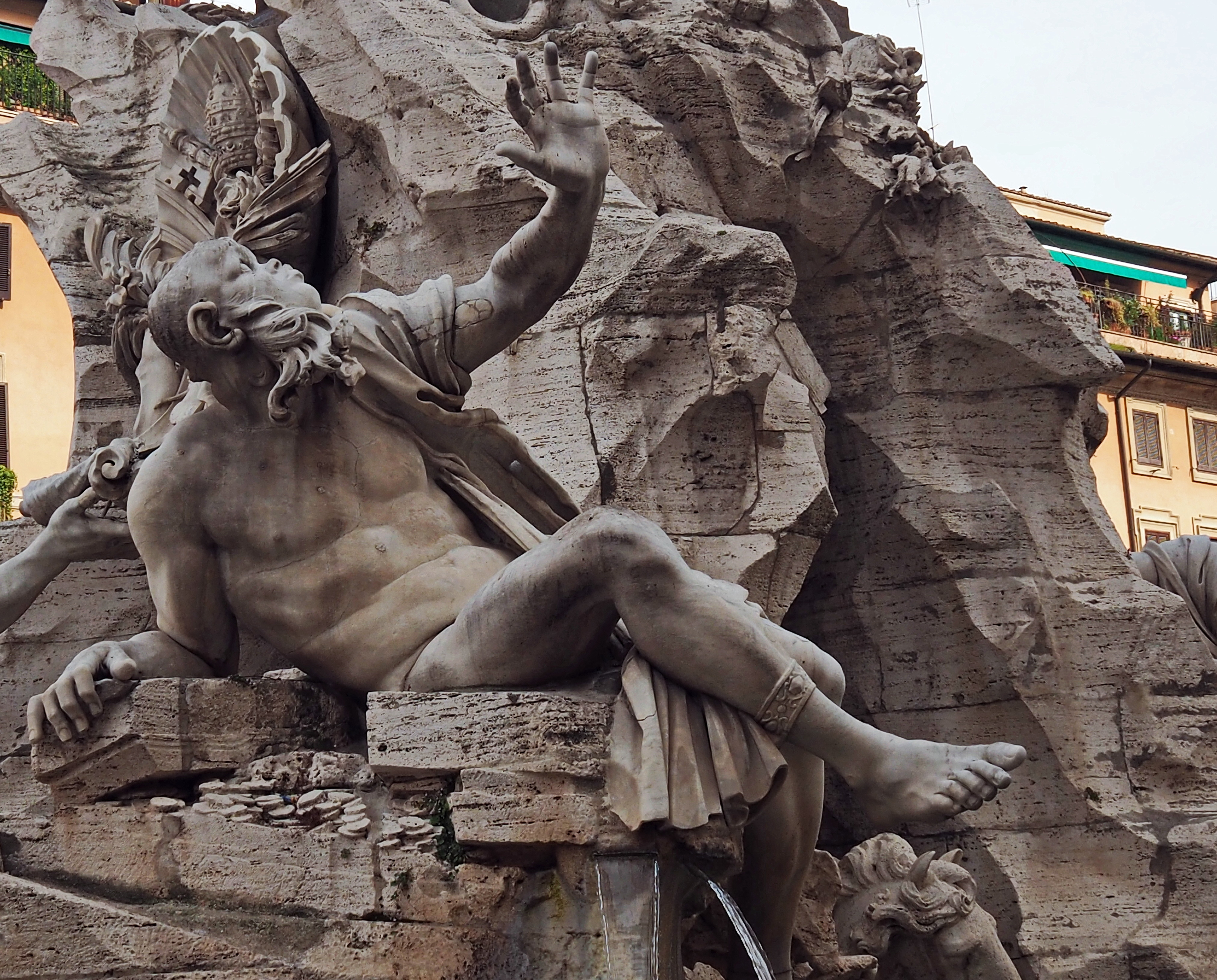
Rio de la Plata, Vierströmebrunnen, Piazza Navona, Rom
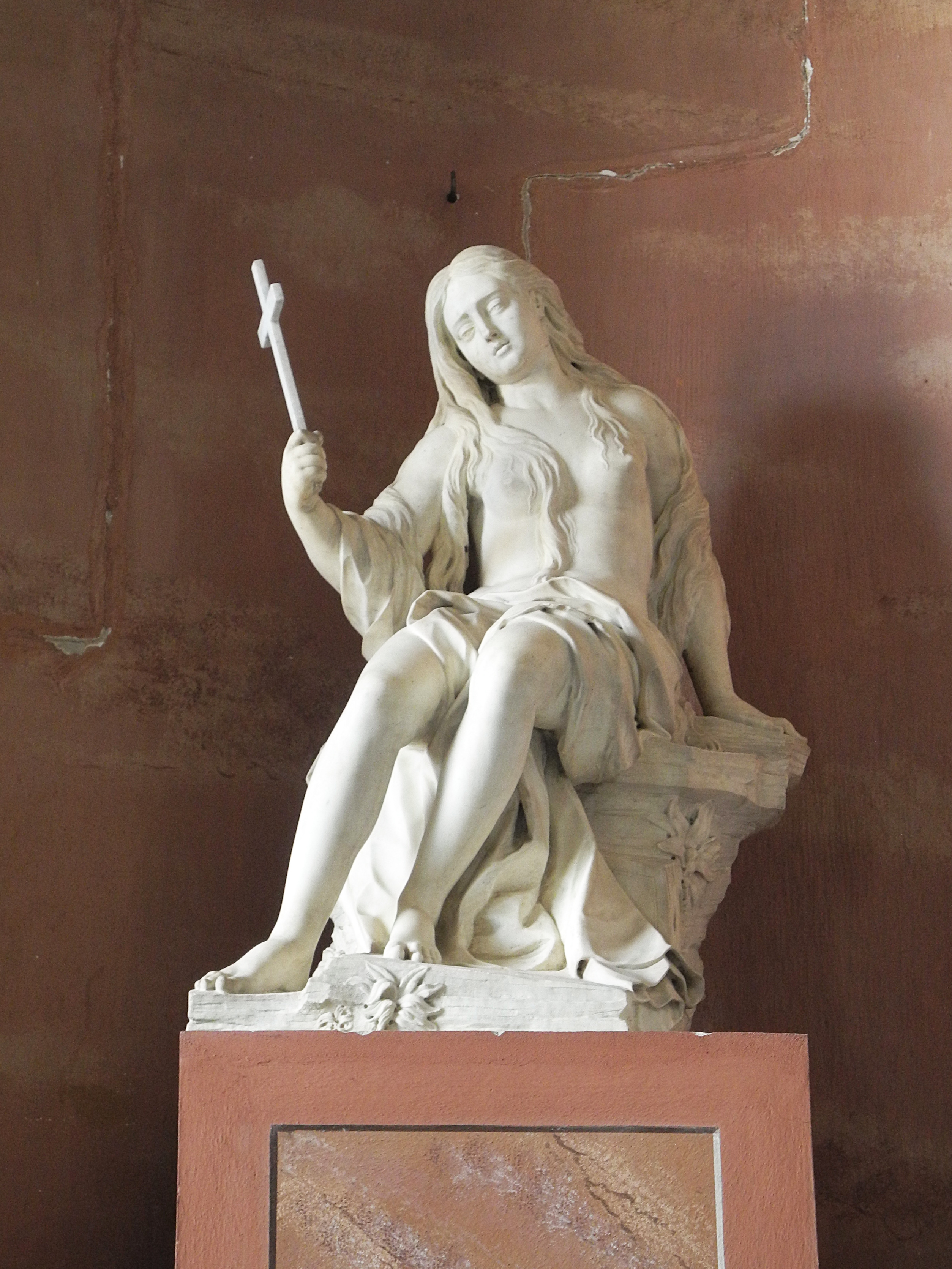
Büßende Magdalena, Katholische Hofkirche zu Dresden